# Hornissenkäfer
Der Hornissenkäfer oder Hornissenkurzflügelkäfer (Quedius dilatatus, früher Velleius dilatatus) ist ein Käfer aus der Familie der Kurzflügler (Staphylinidae).
Der bis zu 26 Millimeter lange Käfer lebt in allen Entwicklungsstadien in den Abfallhaufen unter Hornissennestern. Er ernährt sich von den Futterresten der Hornissen, aber auch von toten Hornissen und Fliegenlarven, die sich in den Abfällen entwickeln. Auch gelegentlich herabfallende Hornissenlarven werden verspeist. Er ist somit ein Kommensale (Mitbewohner) bei Hornissen. Im Nest selbst wird er nicht geduldet.
Die Käfer verfügen über einen ausgezeichneten Geruchssinn. Dies zeigte sich bei einem zu Ausstellungszwecken umgesiedelten Hornissenbau, der weitgehend isoliert und regelmäßig von seinen recht geringfügigen Abfällen befreit wurde. Trotzdem siedelten sich bereits nach zwei Wochen Hornissenkäfer an. Sie sind scheu und verkriechen sich sofort bei Licht und anderen Störungen. Ihre Anzahl ist von der Größe des Abfallhaufens abhängig und bewegt sich durchschnittlich in einer Größenordnung von zehn. Es kommt gelegentlich zu Rivalenkämpfen.
Hornissenkäfer sind in einer noch nicht verstandenen Weise von den Hornissen abhängig. Sie verlassen Abfallhaufen anderen Ursprungs oder verenden dort gar, selbst wenn noch zahlreiche Maden vorhanden sind. Dies trifft jedoch nur für Europa zu. In Asien lebt der Käfer als Mitbewohner anderer Wespenarten, auch wenn im jeweiligen Lebensraum Hornissen leben.

## Phylogenie, Taxonomie, Systematik
Der Hornissenkäfer gehört in die Untergattung Velleius der großen Gattung Quedius und ist deren einzige europäische Art. Früher wurde Velleius meist als eigenständige Gattung aufgefasst, woran aber schon früh Zweifel geäußert wurden. Neuere morphologische und molekulare Untersuchungen haben dann ergeben, dass die unterscheidenden Merkmale, insbesondere die gezähnten Fühler, überbewertet worden waren und dass eine Gesamtschau aller Merkmale eine Position innerhalb der Gattung Quedius ergab, entweder in deren Untergattung Microsaurus oder in einer eigenen Untergattung, diese Position hat sich rasch durchgesetzt.
Die Untergattung Velleius umfasst etwa neun Arten, die, soweit bekannt, alle im Abfall von Hornissennestern leben. Alle Arten mit Ausnahme des Hornissenkäfers kommen nur in Ostasien vor. Der Hornissenkäfer selbst hat eine disjunkte Verbreitung: Neben den Vorkommen in Europa, von Skandinavien bis in die Mittelmeerregion, östlich bis ins europäische Russland, kommt er, durch eine breite Verbreitungslücke in Zentralasien getrennt, auch in China vor.

## Synonyme
- Staphylinus concolor Marsham, 1802[4]
- Staphylinus serraticornis Schrank, 1798[4]